# Interlands Frans voetbalelftal 1904-1919
Deze pagina toont een chronologisch en gedetailleerd overzicht van de interlands die het Frans voetbalelftal heeft gespeeld in de periode 1904 – 1919.

## Interlands

### 1904
|                                                                                     |                                 |       |                                  |                                                                             |
| 1 mei Vriendschappelijk Évence Coppée trofee № 1 «onderlinge duels» 16:45 uur (UTC) | België                          | 3 – 3 | Frankrijk                        | De Ganzenvijver, Ukkel Toeschouwers: 1.500 Scheidsrechter: John Keene (ENG) |
| 1 mei Vriendschappelijk Évence Coppée trofee № 1 «onderlinge duels» 16:45 uur (UTC) | Quéritet 7', 50' Destrebecq 65' |       | 12' Mesnier 13' Royet 87' Cyprès | De Ganzenvijver, Ukkel Toeschouwers: 1.500 Scheidsrechter: John Keene (ENG) |

### 1905
|                                                                           |                   |       |             |                                                                             |
| 12 februari Vriendschappelijk № 2 «onderlinge duels» 15:30 uur (UTC+0:09) | Frankrijk         | 1 – 0 | Zwitserland | Parc des Princes, Parijs Toeschouwers: 500 Scheidsrechter: John Lewis (ENG) |
| 12 februari Vriendschappelijk № 2 «onderlinge duels» 15:30 uur (UTC+0:09) | Gaston Cyprès 60' |       |             | Parc des Princes, Parijs Toeschouwers: 500 Scheidsrechter: John Lewis (ENG) |

|                                                                |                                                                                      |       |           | |
| 7 mei Vriendschappelijk № 3 «onderlinge duels» 16:00 uur (UTC) | België                                                                               | 7 – 0 | Frankrijk | De Ganzenvijver, Ukkel Toeschouwers: 300 Scheidsrechter: Rodolphe Seeldrayers (BEL) 16' John Lewis (ENG) 16' |
| 7 mei Vriendschappelijk № 3 «onderlinge duels» 16:00 uur (UTC) | Camille Vanhoorden 15', 70' Pierre Destrebecq 19', 55', 86' Laurent Theunen 30', 80' |       |           | De Ganzenvijver, Ukkel Toeschouwers: 300 Scheidsrechter: Rodolphe Seeldrayers (BEL) 16' John Lewis (ENG) 16' |

### 1906
|                                                                        |           |                                                                  |        |                                                                               |
| 22 april Vriendschappelijk № 4 «onderlinge duels» 15:30 uur (UTC+0:09) | Frankrijk | 0 – 5                                                            | België | La Faisanderie, Saint-Cloud Toeschouwers: 515 Scheidsrechter: Jack Wood (FRA) |
| 22 april Vriendschappelijk № 4 «onderlinge duels» 15:30 uur (UTC+0:09) |           | 30' (35) René Feye 40' Camille Vanhoorden 58', 60' Robert Deveen |        | La Faisanderie, Saint-Cloud Toeschouwers: 515 Scheidsrechter: Jack Wood (FRA) |

|                                                                          |           |        |          |                                                                                    |
| 1 november Vriendschappelijk № 5 «onderlinge duels» 14:30 uur (UTC+0:09) | Frankrijk | 0 – 15 | Engeland | Parc des Princes, Parijs Toeschouwers: 1.500 Scheidsrechter: Alex Guillon (België) |
| 1 november Vriendschappelijk № 5 «onderlinge duels» 14:30 uur (UTC+0:09) |           | ?      |          | Parc des Princes, Parijs Toeschouwers: 1.500 Scheidsrechter: Alex Guillon (België) |

### 1907
|                                                                   |                                                         |       |           |                                                                                  |
| 21 april Vriendschappelijk № 6 «onderlinge duels» 15:30 uur (UTC) | België                                                  | 1 – 2 | Frankrijk | De Ganzenvijver, Ukkel Toeschouwers: 2.000 Scheidsrechter: Herbert Willing (NED) |
| 21 april Vriendschappelijk № 6 «onderlinge duels» 15:30 uur (UTC) | Charles Cambier 18' Marius Royet 41' André François 72' |       |           | De Ganzenvijver, Ukkel Toeschouwers: 2.000 Scheidsrechter: Herbert Willing (NED) |

### 1908
|                                                                    |                   |       |                                        |                                                                                   |
| 8 maart Vriendschappelijk № 7 «onderlinge duels» 15:00 uur (UTC+1) | Zwitserland       | 1 – 2 | Frankrijk                              | Parc des Sports, Genève Toeschouwers: 3.500 Scheidsrechter: Patrick Devitte (SUI) |
| 8 maart Vriendschappelijk № 7 «onderlinge duels» 15:00 uur (UTC+1) | Adolf Frenken 41' |       | 60' Émile Sartorius 70' André François | Parc des Sports, Genève Toeschouwers: 3.500 Scheidsrechter: Patrick Devitte (SUI) |

|                                                                   |          |        |           |                                                                          |
| 23 maart Vriendschappelijk № 8 «onderlinge duels» 15:30 uur (UTC) | Engeland | 12 – 0 | Frankrijk | Royal Park, Londen Toeschouwers: 6.000 Scheidsrechter: Thomas Kyle (ENG) |
| 23 maart Vriendschappelijk № 8 «onderlinge duels» 15:30 uur (UTC) | ?        |        |           | Royal Park, Londen Toeschouwers: 6.000 Scheidsrechter: Thomas Kyle (ENG) |

|                                                                        |                          |       |                        |                                                                                |
| 12 april Vriendschappelijk № 9 «onderlinge duels» 15:00 uur (UTC+0:09) | Frankrijk                | 1 – 2 | België                 | Stade du Matin, Colombes Toeschouwers: 498 Scheidsrechter: John C. Stark (ENG) |
| 12 april Vriendschappelijk № 9 «onderlinge duels» 15:00 uur (UTC+0:09) | Joseph Verlet 76' (pen.) |       | 22', 29' Robert Deveen | Stade du Matin, Colombes Toeschouwers: 498 Scheidsrechter: John C. Stark (ENG) |

|                                                                       |                                                           |       |                    |                                                                                    |
| 10 mei Vriendschappelijk № 10 «onderlinge duels» 14:30 uur (UTC+0:20) | Frankrijk                                                 | 4 – 1 | Nederland          | Prinsenlaan, Rotterdam Toeschouwers: 3.000 Scheidsrechter: Joseph Brauburger (BEL) |
| 10 mei Vriendschappelijk № 10 «onderlinge duels» 14:30 uur (UTC+0:20) | Edu Snethlage 22', 76' Jan Thomée 24' Jack Akkersdijk 60' |       | 74' André François | Prinsenlaan, Rotterdam Toeschouwers: 3.000 Scheidsrechter: Joseph Brauburger (BEL) |

| Olympische Spelen 1908 |
| ---------------------- |

|                                                                                   | |       |           |                                                                                  |
| 19 oktober Olympische Spelen Eerste ronde № 11 «onderlinge duels» 15:00 uur (UTC) | Denemarken                                                                                           | 9 – 0 | Frankrijk | White City Stadium, Londen Toeschouwers: 2.000 Scheidsrechter: Thomas Kyle (ENG) |
| 19 oktober Olympische Spelen Eerste ronde № 11 «onderlinge duels» 15:00 uur (UTC) | Nils Middelboe 10', 50' Vilhelm Wolfhagen 15', 17', 67', 72' Harald Bohr 25', 46' Sophus Nielsen 78' |       |           | White City Stadium, Londen Toeschouwers: 2.000 Scheidsrechter: Thomas Kyle (ENG) |

|                                                                                   | |        |                     |                                                                                   |
| 22 oktober Olympische Spelen Halve finale № 12 «onderlinge duels» 15:00 uur (UTC) | Denemarken | 17 – 1 | Frankrijk           | White City Stadium, Londen Toeschouwers: 1.000 Scheidsrechter: Tom Campbell (ENG) |
| 22 oktober Olympische Spelen Halve finale № 12 «onderlinge duels» 15:00 uur (UTC) | Sophus Nielsen 3', 4', 7', 39', 46', 48', 52', 64', 66', 76' August Lindgren 18', 37' Vilhelm Wolfhagen 60', 72', 82', 89' Nils Middelboe 68' |        | 16' Émile Sartorius | White City Stadium, Londen Toeschouwers: 1.000 Scheidsrechter: Tom Campbell (ENG) |

|  |  |  |  |  |  |  |  |  |

### 1909
|                                                                 |                                                                        |       |                                 |                                                                                   |
| 9 mei Vriendschappelijk № 13 «onderlinge duels» 15:30 uur (UTC) | België                                                                 | 5 – 2 | Frankrijk                       | De Ganzenvijver, Ukkel Toeschouwers: 1.500 Scheidsrechter: Dicky Schumacher (ENG) |
| 9 mei Vriendschappelijk № 13 «onderlinge duels» 15:30 uur (UTC) | Robert Deveen 30', 41', 80' Camille Vanhoorden 83' Laurent Theunen 85' |       | 60' Henri Mouton 89' Jean Rigal | De Ganzenvijver, Ukkel Toeschouwers: 1.500 Scheidsrechter: Dicky Schumacher (ENG) |

|                                                                       |           |        |          |                                                                                            |
| 22 mei Vriendschappelijk № 14 «onderlinge duels» 16:00 uur (UTC+0:09) | Frankrijk | 0 – 11 | Engeland | Stade de la F.G.S.P.F., Gentilly Toeschouwers: 390 Scheidsrechter: Joseph Brauburger (BEL) |
| 22 mei Vriendschappelijk № 14 «onderlinge duels» 16:00 uur (UTC+0:09) |           | ?      |          | Stade de la F.G.S.P.F., Gentilly Toeschouwers: 390 Scheidsrechter: Joseph Brauburger (BEL) |

### 1910
|                                                                        |           |                                              |        |                                                                                        |
| 3 april Vriendschappelijk № 15 «onderlinge duels» 15:00 uur (UTC+0:09) | Frankrijk | 0 – 4                                        | België | Stade de la F.G.S.P.F., Gentilly Toeschouwers: 956 Scheidsrechter: John C. Stark (ENG) |
| 3 april Vriendschappelijk № 15 «onderlinge duels» 15:00 uur (UTC+0:09) |           | 27', 70', 85' Alphonse Six 73' Robert Deveen |        | Stade de la F.G.S.P.F., Gentilly Toeschouwers: 956 Scheidsrechter: John C. Stark (ENG) |

|                                                                    |          |        |                     |                                                                                           |
| 16 april Vriendschappelijk № 16 «onderlinge duels» 19:10 uur (UTC) | Engeland | 10 – 1 | Frankrijk           | Goldstone Ground, Brighton Toeschouwers: 3.500 Scheidsrechter: Christiaan Groothoff (NED) |
| 16 april Vriendschappelijk № 16 «onderlinge duels» 19:10 uur (UTC) | ?        |        | 87' Auguste Tousset | Goldstone Ground, Brighton Toeschouwers: 3.500 Scheidsrechter: Christiaan Groothoff (NED) |

|                                                                    | |       |                   |                                                                                    |
| 15 mei Vriendschappelijk № 17 «onderlinge duels» 15:30 uur (UTC+1) | Italië | 6 – 2 | Frankrijk         | Arena Gianni Brera, Milaan Toeschouwers: 4.000 Scheidsrechter: Henry Goodley (ITA) |
| 15 mei Vriendschappelijk № 17 «onderlinge duels» 15:30 uur (UTC+1) | Pietro Lana 13', 59', 89' (pen.) Virgilio Fossati 20' Jean Ducret 62' Giuseppe Rizzi 66' Enrico Debernardi 82' |       | 49' Henri Bellocq | Arena Gianni Brera, Milaan Toeschouwers: 4.000 Scheidsrechter: Henry Goodley (ITA) |

### 1911
|                                                                          |           |                              |           |                                                                                                  |
| 1 januari Vriendschappelijk № 18 «onderlinge duels» 14:30 uur (UTC+0:09) | Frankrijk | 0 – 3                        | Hongarije | Stade de Charentonneau, Maisons-Alfort Toeschouwers: 2.032 Scheidsrechter: Charles Barette (BEL) |
| 1 januari Vriendschappelijk № 18 «onderlinge duels» 14:30 uur (UTC+0:09) |           | 10', 30', 49' Imre Schlosser |           | Stade de Charentonneau, Maisons-Alfort Toeschouwers: 2.032 Scheidsrechter: Charles Barette (BEL) |

|                                                                    |           |       |          |                                                                                             |
| 23 maart Vriendschappelijk № 19 «onderlinge duels» 15:00 uur (UTC) | Frankrijk | 0 – 3 | Engeland | Stade de Paris, Saint-Ouen-sur-Seine Toeschouwers: 1.638 Scheidsrechter: René Wolters (BEL) |
| 23 maart Vriendschappelijk № 19 «onderlinge duels» 15:00 uur (UTC) |           | ?     |          | Stade de Paris, Saint-Ouen-sur-Seine Toeschouwers: 1.638 Scheidsrechter: René Wolters (BEL) |

|                                                                   |                      |       |                                       |                                                                                                |
| 9 april Vriendschappelijk № 20 «onderlinge duels» 15:00 uur (UTC) | Frankrijk            | 2 – 2 | Italië                                | Stade de Paris, Saint-Ouen-sur-Seine Toeschouwers: 1.532 Scheidsrechter: Charles Barette (BEL) |
| 9 april Vriendschappelijk № 20 «onderlinge duels» 15:00 uur (UTC) | Eugène Maës 14', 40' |       | 33' Carlo Rampini 81' Arturo Boiocchi | Stade de Paris, Saint-Ouen-sur-Seine Toeschouwers: 1.532 Scheidsrechter: Charles Barette (BEL) |

|                                                                      |                                                          |       |                                   |                                                                                   |
| 23 april Vriendschappelijk № 21 «onderlinge duels» 15:00 uur (UTC+1) | Zwitserland                                              | 5 – 2 | Frankrijk                         | Parc des Sports, Genève Toeschouwers: 4.000 Scheidsrechter: Patrick Devitte (SUI) |
| 23 april Vriendschappelijk № 21 «onderlinge duels» 15:00 uur (UTC+1) | Edouard Sydler 5' Ernst Rubli 2', 26' Paul Wyss 31', 57' |       | 69' Louis Mesnier 70' Eugène Maës | Parc des Sports, Genève Toeschouwers: 4.000 Scheidsrechter: Patrick Devitte (SUI) |

|                                                                    |                                                                         |       |                 |                                                                                       |
| 30 april Vriendschappelijk № 22 «onderlinge duels» 15:00 uur (UTC) | België                                                                  | 7 – 1 | Frankrijk       | Joseph Marienstadion, Brussel Toeschouwers: 3.000 Scheidsrechter: John C. Stark (ENG) |
| 30 april Vriendschappelijk № 22 «onderlinge duels» 15:00 uur (UTC) | Robert Deveen 20', 38', 42', 67', 86' Louis Saeys 48' Jean Bouttiau 60' |       | 75' Eugène Maës | Joseph Marienstadion, Brussel Toeschouwers: 3.000 Scheidsrechter: John C. Stark (ENG) |

|                                                                        |                  |       |                                                                       |                                                                                          |
| 29 oktober Vriendschappelijk № 23 «onderlinge duels» 15:00 uur (UTC+1) | Luxemburg        | 1 – 4 | Frankrijk                                                             | Stade Racing Club, Luxemburg Toeschouwers: 2.400 Scheidsrechter: Raphaël Van Praag (BEL) |
| 29 oktober Vriendschappelijk № 23 «onderlinge duels» 15:00 uur (UTC+1) | Albert Elter 15' |       | 26' Henri Vialmontei 32', 80' (pen.) Louis Mesnier 85' Ernest Gravier | Stade Racing Club, Luxemburg Toeschouwers: 2.400 Scheidsrechter: Raphaël Van Praag (BEL) |

### 1912
|                                                                      |                 |       |                  |                                                                                              |
| 28 januari Vriendschappelijk № 24 «onderlinge duels» 14:30 uur (UTC) | Frankrijk       | 1 – 1 | België           | Stade de Paris, Saint-Ouen-sur-Seine Toeschouwers: 1.980 Scheidsrechter: John C. Stark (ENG) |
| 28 januari Vriendschappelijk № 24 «onderlinge duels» 14:30 uur (UTC) | Eugène Maës 86' |       | 89' Gaston Hubin | Stade de Paris, Saint-Ouen-sur-Seine Toeschouwers: 1.980 Scheidsrechter: John C. Stark (ENG) |

|                                                                       |                                                                              |       |               |                                                                                                |
| 18 februari Vriendschappelijk № 25 «onderlinge duels» 14:30 uur (UTC) | Frankrijk                                                                    | 4 – 1 | Zwitserland   | Stade de Paris, Saint-Ouen-sur-Seine Toeschouwers: 2.626 Scheidsrechter: Charles Barette (BEL) |
| 18 februari Vriendschappelijk № 25 «onderlinge duels» 14:30 uur (UTC) | Louis Mesnier 50' Marcel Triboulet 60' Eugène Maës 70' Henri Vialmonteil 83' |       | 86' Paul Wyss | Stade de Paris, Saint-Ouen-sur-Seine Toeschouwers: 2.626 Scheidsrechter: Charles Barette (BEL) |

|                                                                      |                                                       |       |                                             |                                                                                      |
| 17 maart Vriendschappelijk № 26 «onderlinge duels» 15:00 uur (UTC+1) | Italië                                                | 3 – 4 | Frankrijk                                   | Stadio Piazza d'Armi, Turijn Toeschouwers: 5.000 Scheidsrechter: John C. Stark (ENG) |
| 17 maart Vriendschappelijk № 26 «onderlinge duels» 15:00 uur (UTC+1) | Carlo Rampini 24' Aldo Cevenini 47' Carlo Rampini 58' |       | 10', 38', 66' Eugène Maës 52' Louis Mesnier | Stadio Piazza d'Armi, Turijn Toeschouwers: 5.000 Scheidsrechter: John C. Stark (ENG) |

### 1913
|                                                                      |                 |       |        |                                                                                                |
| 12 januari Vriendschappelijk № 27 «onderlinge duels» 14:30 uur (UTC) | Frankrijk       | 1 – 0 | Italië | Stade de Paris, Saint-Ouen-sur-Seine Toeschouwers: 3.600 Scheidsrechter: Herbert Willing (NED) |
| 12 januari Vriendschappelijk № 27 «onderlinge duels» 14:30 uur (UTC) | Eugène Maës 35' |       |        | Stade de Paris, Saint-Ouen-sur-Seine Toeschouwers: 3.600 Scheidsrechter: Herbert Willing (NED) |

|                                                                       |                                          |       |           |                                                                                   |
| 16 februari Vriendschappelijk № 28 «onderlinge duels» 14:30 uur (UTC) | België                                   | 3 – 0 | Frankrijk | De Ganzenvijver, Ukkel Toeschouwers: 6.000 Scheidsrechter: Dicky Schumacher (ENG) |
| 16 februari Vriendschappelijk № 28 «onderlinge duels» 14:30 uur (UTC) | Fernand Nisot 21', 31' Louis Bessems 52' |       |           | De Ganzenvijver, Ukkel Toeschouwers: 6.000 Scheidsrechter: Dicky Schumacher (ENG) |

|                                                                       |                    |       |          |                                                                                     |
| 27 februari Vriendschappelijk № 29 «onderlinge duels» 15:00 uur (UTC) | Frankrijk          | 1 – 4 | Engeland | Stade du Matin, Colombes Toeschouwers: 2.500 Scheidsrechter: Maurice Goossens (BEL) |
| 27 februari Vriendschappelijk № 29 «onderlinge duels» 15:00 uur (UTC) | André Poullain 75' |       | ?        | Stade du Matin, Colombes Toeschouwers: 2.500 Scheidsrechter: Maurice Goossens (BEL) |

|                                                                     |                |       |                                                             |                                                                                   |
| 9 maart Vriendschappelijk № 30 «onderlinge duels» 15:00 uur (UTC+1) | Zwitserland    | 1 – 4 | Frankrijk                                                   | Parc des Sports, Genève Toeschouwers: 5.000 Scheidsrechter: Patrick Devitte (SUI) |
| 9 maart Vriendschappelijk № 30 «onderlinge duels» 15:00 uur (UTC+1) | Ernst Rubli 7' |       | 13' Charles Montagne 16', 83' Albert Eloy 67' Raymond Dubly | Parc des Sports, Genève Toeschouwers: 5.000 Scheidsrechter: Patrick Devitte (SUI) |

|                                                                    |                                                                                          |       |           |                                                                                              |
| 20 april Vriendschappelijk № 31 «onderlinge duels» 15:00 uur (UTC) | Frankrijk                                                                                | 8 – 0 | Luxemburg | Stade de Paris, Saint-Ouen-sur-Seine Toeschouwers: 3.000 Scheidsrechter: Hubert Istace (BEL) |
| 20 april Vriendschappelijk № 31 «onderlinge duels» 15:00 uur (UTC) | Eugène Maës 28', 56', 68', 86', 88' André Poullain 30' Felice Romano 78' Jean Ducret 83' |       |           | Stade de Paris, Saint-Ouen-sur-Seine Toeschouwers: 3.000 Scheidsrechter: Hubert Istace (BEL) |

### 1914
|                                                                        |                                                                              |       |                                                  |                                                                                         |
| 25 januari Vriendschappelijk № 32 «onderlinge duels» 14:30 uur (UTC+1) | Frankrijk                                                                    | 4 – 3 | België                                           | Stade Victor Boucquey, Lille Toeschouwers: 4.813 Scheidsrechter: Wilfred Mortimer (ENG) |
| 25 januari Vriendschappelijk № 32 «onderlinge duels» 14:30 uur (UTC+1) | Gabriel Hanot 16' (pen.) Henri Bard 24' Étienne Jourde 37' Raymond Dubly 65' |       | 6' Jan Van Cant 8' Sylva Brébart 41' Joseph Thys | Stade Victor Boucquey, Lille Toeschouwers: 4.813 Scheidsrechter: Wilfred Mortimer (ENG) |

|                                                                        |                                               |       |                                                                          |                                                                                         |
| 8 februari Vriendschappelijk № 33 «onderlinge duels» 15:00 uur (UTC+1) | Luxemburg                                     | 5 – 4 | Frankrijk                                                                | Stade Racing Club, Luxemburg Toeschouwers: 3.000 Scheidsrechter: Maurice Goossens (BEL) |
| 8 februari Vriendschappelijk № 33 «onderlinge duels» 15:00 uur (UTC+1) | Jean Massard 4', 20' (pen.) Zénon Bernard 47' |       | 13' Henri Bard 22' Jean Ducret 41' Charles Géronimi 85' Marcel Triboulet | Stade Racing Club, Luxemburg Toeschouwers: 3.000 Scheidsrechter: Maurice Goossens (BEL) |

|                                                                   |                                        |       |                                          |                                                                                              |
| 8 maart Vriendschappelijk № 34 «onderlinge duels» 15:00 uur (UTC) | Frankrijk                              | 2 – 2 | Zwitserland                              | Stade de Paris, Saint-Ouen-sur-Seine Toeschouwers: 4.000 Scheidsrechter: Jack Howcroft (ENG) |
| 8 maart Vriendschappelijk № 34 «onderlinge duels» 15:00 uur (UTC) | Emilien Devic 46' Maurice Gastiger 85' |       | 39' Emil Schreyer 88' Christian Albicker | Stade de Paris, Saint-Ouen-sur-Seine Toeschouwers: 4.000 Scheidsrechter: Jack Howcroft (ENG) |

|                                                                      |                                      |       |           |                                                                                         |
| 29 maart Vriendschappelijk № 35 «onderlinge duels» 15:30 uur (UTC+1) | Italië                               | 2 – 0 | Frankrijk | Stadio Piazza d'Armi, Turijn Toeschouwers: 15.000 Scheidsrechter: Charles Barette (BEL) |
| 29 maart Vriendschappelijk № 35 «onderlinge duels» 15:30 uur (UTC+1) | Felice Berardo 46' Aldo Cevenini 89' |       |           | Stadio Piazza d'Armi, Turijn Toeschouwers: 15.000 Scheidsrechter: Charles Barette (BEL) |

|                                                                    |                                                                     |       |                  |                                                                                   |
| 31 mei Vriendschappelijk № 36 «onderlinge duels» 17:30 uur (UTC+1) | Hongarije                                                           | 5 – 1 | Frankrijk        | Üllői Út, Boedapest Toeschouwers: 14.000 Scheidsrechter: Heinrich Retschury (AUT) |
| 31 mei Vriendschappelijk № 36 «onderlinge duels» 17:30 uur (UTC+1) | Sándor Bodnár 20', 81', 87' Imre Payer 59' (pen.) Mihály Pataki 76' |       | 1' Juste Brouzes | Üllői Út, Boedapest Toeschouwers: 14.000 Scheidsrechter: Heinrich Retschury (AUT) |

### 1915
Geen interlands gespeeld.

### 1916
Geen interlands gespeeld.

### 1917
Geen interlands gespeeld.

### 1918
Geen interlands gespeeld.

### 1919
|                                                                     |                                             |       |                        |                                                                                        |
| 9 maart Vriendschappelijk № 37 «onderlinge duels» 15:30 uur (UTC+1) | België                                      | 2 – 2 | Frankrijk              | De Ganzenvijver, Ukkel Toeschouwers: 25.000 Scheidsrechter: Christiaan Groothoff (NED) |
| 9 maart Vriendschappelijk № 37 «onderlinge duels» 15:30 uur (UTC+1) | Georges Michel 5' Lucien Gamblin 75' (e.d.) |       | 80', 89' Gabriel Hanot | De Ganzenvijver, Ukkel Toeschouwers: 25.000 Scheidsrechter: Christiaan Groothoff (NED) |

FFF · A-internationals · Selecties · Bondscoaches · Frans vrouwenelftal · Olympisch elftal · Frankrijk U21 · Frankrijk U20 · Frankrijk U19 · Frankrijk U18 · Frankrijk U17 · Frankrijk U16 · Vrouwen U17
1904 – 1919 ·
1920 – 1929 ·
1930 – 1939 ·
1940 – 1949 ·
1950 – 1959 ·
1960 – 1969 ·
1970 – 1979 ·
1980 – 1989 ·
1990 – 1999 ·
2000 – 2009 ·
2010 – 2019 ·
2020 – 2029
EK's: 1984 · 
1992 · 
1996 · 
2000 · 
2004 · 
2008 · 
2012 · 
2016 · 
2020 · 
2024
WK's: 1930 · 
1934 · 
1938 · 
1954 · 
1958 · 
1966 · 
1978 · 
1982 · 
1986 · 
1998 · 
2002 · 
2006 · 
2010 · 
2014 · 
2018 · 
2022
OS: 1900 · 
1908 · 
1920 · 
1924 · 
1948 · 
1952 · 
1960 · 
1968 · 
1976 · 
1984 · 
1996 · 
2020
1904 · 
1905 · 
1906 · 
1907 · 
1908 · 
1909 · 
1910 · 
1911 · 
1912 · 
1913 · 
1914 · 
1915 · 1916 · 1917 · 1918 · 
1919 · 
1920 · 
1921 · 
1922 · 
1923 · 
1924 · 
1925 · 
1926 · 
1927 · 
1928 · 
1929 · 
1930 · 
1931 · 
1932 · 
1933 · 
1934 · 
1935 · 
1936 · 
1937 · 
1938 · 
1939 · 
1940 · 1941  · 
1942 · 
1943 · 1944  · 
1945 · 
1946 · 
1947 · 
1948 · 
1949 · 
1950 · 
1951 · 
1952 · 
1953 · 
1954 · 
1955 · 
1956 · 
1957 · 
1958 · 
1959 ·
1960 · 
1961 · 
1962 · 
1963 · 
1964 · 
1965 · 
1966 · 
1967 · 
1968 · 
1969 ·
1970 · 
1971 · 
1972 · 
1973 · 
1974 · 
1975 · 
1976 · 
1977 · 
1978 · 
1979 ·
1980 · 
1981 · 
1982 · 
1983 · 
1984 · 
1985 · 
1986 · 
1987 · 
1988 · 
1989 · 
1990 · 
1991 · 
1992 · 
1993 · 
1994 · 
1995 · 
1996 · 
1997 · 
1998 · 
1999 · 
2000 · 
2001 · 
2002 · 
2003 · 
2004 · 
2005 · 
2006 · 
2007 · 
2008 · 
2009 · 
2010 · 
2011 · 
2012 · 
2013 · 
2014 · 
2015 · 
2016 · 
2017 · 
2018 ·
2019 ·
2020 ·
2021 ·
2022 ·
2023
Albanië ·
Algerije ·
Andorra ·
Argentinië ·
Armenië ·
Australië ·
Azerbeidzjan ·
België ·
Bolivia ·
Bosnië en Herzegovina ·
Brazilië ·
Bulgarije ·
Canada ·
Chili ·
China ·
Colombia ·
Costa Rica ·
Cyprus ·
Denemarken ·
Duitse Democratische Republiek ·
Duitsland ·
Ecuador ·
Egypte ·
Engeland ·
Estland ·
Faeröer ·
Finland ·
Georgië ·
Gibraltar ·
Griekenland ·
Honduras ·
Hongarije ·
Ierland ·
IJsland ·
Iran ·
Israël ·
Italië ·
Ivoorkust ·
Jamaica ·
Japan ·
Joegoslavië ·
Kameroen ·
Kazachstan ·
Koeweit ·
Kroatië ·
Letland ·
Litouwen ·
Luxemburg ·
Malta ·
Marokko ·
Mexico ·
Moldavië ·
Nederland ·
Nieuw-Zeeland ·
Nigeria ·
Noord-Ierland ·
Noorwegen ·
Oekraïne ·
Oostenrijk ·
Paraguay ·
Peru · 
Polen ·
Portugal ·
Roemenië ·
Rusland ·
Saoedi-Arabië ·
Schotland ·
Senegal ·
Servië ·
Slovenië ·
Slowakije ·
Sovjet-Unie ·
Spanje ·
Togo ·
Tsjechië ·
Tsjecho-Slowakije ·
Tunesië ·
Turkije ·
Uruguay ·
Verenigde Staten ·
Wales ·
Wit-Rusland ·
Zuid-Afrika ·
Zuid-Korea ·
Zweden ·
Zwitserland
Albanië (2016) ·
Argentinië (2018) ·
Argentinië (2022) ·
Australië (2018) · 
België (1904) · 
België (2018) · 
Brazilië (1998) · 
Brazilië (2006) · 
Denemarken (2002) · 
Denemarken (2018) ·
Duitsland (2014) · 
Duitsland (2021) · 
Ecuador (2014) · 
Engeland (1982) · 
Engeland (2012) · 
Engeland (2022) ·
Honduras (2014) · 
Hongarije (2021) · 
Italië (2000) · 
Italië (2006) · 
Italië (2008) · 
Japan (2001) · 
Kameroen (2003) · 
Koeweit (1982) · 
Kroatië (2018) · 
Marokko (2022) ·
Mexico (2010) · 
Nederland (2008) · 
Nigeria (2014) ·
Noord-Ierland (1982) · 
Oekraïne (2012) · 
Oostenrijk (1982) · 
Peru (2018) · 
Polen (1982) · 
Polen (2022) ·
Portugal (2006) · 
Portugal (2016) ·
Portugal (2021) ·
Roemenië (2008) ·
Roemenië (2016) ·
Senegal (2002) · 
Spanje (1984) ·
Spanje (2006) ·
Spanje (2012) ·
Spanje (2021) ·
Togo (2006) ·
Tsjecho-Slowakije (1982) ·
Uruguay (2002) ·
Uruguay (2010) ·
Uruguay (2018) ·
Zuid-Afrika (2010) ·
Zuid-Korea (2006) ·
Zweden (2012) ·
Zwitserland (2006) ·
Zwitserland (2014) ·
Zwitserland (2016) ·
Zwitserland (2021)
België · Bohemen · Denemarken · Duitsland · Engeland · Finland · Frankrijk · Hongarije · Ierland · Italië · Luxemburg · Nederland · Noorwegen · Oostenrijk · Rusland · Schotland · Wales · Zweden · Zwitserland